# Galūzeh
Galūzeh (persiska: گلوزه) är en ort i Iran.   Den ligger i provinsen Ilam, i den västra delen av landet, 500 km sydväst om huvudstaden Teheran. Galūzeh ligger 765 meter över havet och antalet invånare är 324.
Terrängen runt Galūzeh är kuperad åt sydost, men åt nordväst är den platt.Runt Galūzeh är det glesbefolkat, med 10 invånare per kvadratkilometer. Närmaste större samhälle är Pahleh, 3,0 km väster om Galūzeh. Trakten runt Galūzeh är ofruktbar med lite eller ingen växtlighet.